# 캄푸치아 인민공화국
캄푸치아 인민공화국(크메르어: សាធារណរដ្ឋប្រជាមានិតកម្ពុជា; 약칭: PRK)은 크메르 루주의 정권이었던 민주 캄푸치아가 전복된 이후 캄보디아에 세워진 베트남의 괴뢰 정권이다. 이 정권은 크메르 루즈 정권을 축출한 베트남의 캄보디아 침공으로 인해 세워진 괴뢰 정권으로, 베트남과 소련을 주된 동맹국으로 삼고 있었다.
1979년부터 1993년까지 미국과 영국 등 폴 포트 정권을 축출하는 데 지지를 표명한 많은 국가들로부터 사실상의 캄보디아 유일 정부로 인정을 받지 않았다.
캄푸치아 인민 공화국은 마지막 4년 동안 국제 사회의 지지를 얻기 위해 캄보디아국(State of Cambodia)로 국명을 바꾸게 된다. 하지만 일당제 정치 체제와 캄보디아 왕국을 재건하려는 궁극적 목표에는 변함이 없었다. 1992년 공식적으로 마르크스-레닌주의의 포기를 선언하기까지 1979년부터 13년간 사회주의를 국가 통치 이념으로 채택하였다.
캄푸치아 인민 공화국은 폴 포트 정권하에 심각하게 파괴된 사회 제도, 사회 기반 시설, 교육 등을 재건하려 했다. 베트남에 의해 세워진 괴뢰정권이라는 태생적 한계에도 불구하고 하나의 국가 체제로서 캄보디아를 수립하는 데 성공하였으며 현재의 캄보디아가 수립되는 과정에서의 생겨난 과도기적 국가형태로 평가받고 있다.

## 같이 보기
- 냉전
- 캄보디아의 정치
- 베트남-캄보디아 전쟁
- 훈 센